# Sarpsborg
Sarpsborg város és község Norvégia keleti Østlandet földrajzi régiójában, Østfold megye közigazgatási székhelye.

## Történelem
A várost 1016-ban Szent Olaf norvég király alapította. 1702-ben egy földcsuszamlás az óváros jórészét a Glomma folyóba süllyesztette.

## Testvérvárosok
- Betlehem, Palesztina
- Berwick-Upon-Tweed, Egyesült Királyság
- Södertälje, Svédország
- Grand Forks (Észak-Dakota), USA
- Struer, Dánia
- Forssa, Finnország